# HMS 프린스 오브 웨일스 (53)

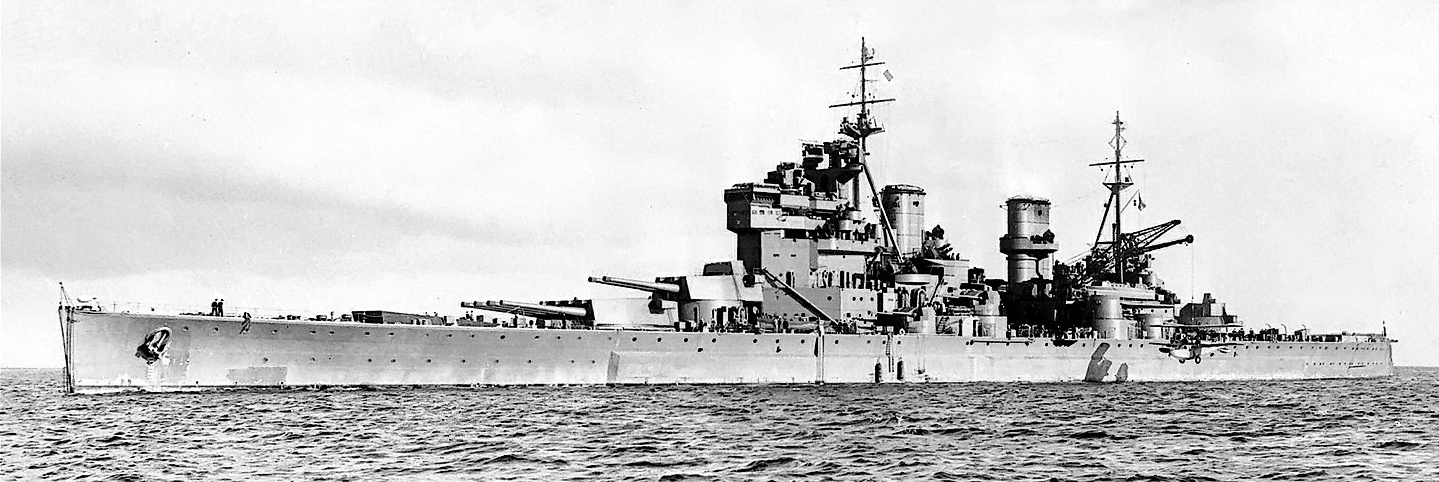
HMS 프린스 오브 웨일스의 사진.

HMS 프린스 오브 웨일스(영어: HMS Prince of Wales)는 영국 해군의 전함으로 킹조지 5세급 전함의 2번함이다. 14인치포 4연장 2기, 연장 1기를 갖추고 있는 것이 특징이며, 배의 이름은 당시 국왕인 조지 6세의 형인 에드워드 8세의 즉위 전 칭호인 황태자에서 따왔다.

## 함명의 유래
잉글랜드에선 전통적으로 국왕이 즉위한 후 최초의 전함에는 국왕의 이름을 붙이는 관습이 있었다. 당시 국왕은 조지 6세였기에 당연히 이 함급의 1번함은 「HMS 조지 6세」가 되어야했다. 하지만 조지 6세의 부왕인 조지 5세 때는 워싱턴 해군 군축 조약에 의한 해군휴일(Naval Holiday)시기였기 때문에 열강들은 신형전함의 건조가 금지되었다. 그 때문에 부왕의 이름을 붙이게 되었다. 또한 그 형인 에드워드 8세는 세기의 스캔들이라 불린 왕관을 건 연애에 의해 스스로 퇴위하는 바람에 그 짧은 치세와 이 함급의 건조는 시간을 맞출 수 없었고, 그 때문에 1번함에 부왕의 이름인 「조지 5세」를 붙이고, 형 에드워드 8세 시대의 칭호인 「프린스 오브 웨일스」를 2번함에 붙여주었다. 조지 6세 자신의 이름은 즉위 전 칭호인 요크공작의 이름을 따 「듀크 오브 요크」(Duke of York)를 3번함에 남겼다.

## 실전
HMS 프린스 오브 웨일스는 카멜 레어드사 버켄헤드조선소에서 워싱턴 해군 군축 조약 이 끝난 직후 1937년 1월 2일에 건조를 개시하여 1939년 5월 3일 진수한다. 의장도중인 1940년 8월에는 독일공군의 공격을 받는다. 1941년 1월 19일에 존 리치함장 지휘하에 취역했지만 3월 31일까진 완성되지 못했다.
이 배는 처칠수상의 마음에 들게 되어 취역직후엔 처칠이 「세계최강」이라고 자랑한 전함이었다. 다만 충분히 숙련될 훈련을 받지 못한채 제2차세계대전에 참가하게 된다.
1941년 5월 24일에 최초의 전투를 겪게 되는데, 덴마크해협에서 통상파괴를 목적으로 한 라인훈련작전으로 대서양에 진출한 독일해군의 비스마르크와 프린츠 오이겐을 만나서 아군 후드와 함께 포격을 주고 받았다. 이 해전에서 후드가 비스마르크에게 포격을 맞고 침몰했다. HMS 프린스 오브 웨일스도 처음 일제사격을 퍼부은 후에 1번포탑이 고장났지만 세 번째 사격에서 비스마르크의 연료탱크와 보일러실에 피해를 주었다. 하지만 조타함교가 피격당하는 바람에 퇴각하였다. 리치함장은 무사했지만 항해장이 이 피격으로 전사했다. 사령관 홀랜드 중장이 전사했기 때문에 HMS 프린스 오브 웨일스는 워커 소장의 지휘로 들어갔는데 5월 25일에 연료부족 때문에 HMS 프린스 오브 웨일스는 추적을 뿌리칠 수 있었다. 그 뒤 로사이스에 돌아온 HMS 프린스 오브 웨일스는 6주간에 걸친 수리에 들어갔다.
HMS 프린스 오브 웨일스는 처칠수상 일행을 태우고 대서양을 건너서 뉴 펀들랜드 래브라도까지 갔다. 8월 10일부터 미국 루즈벨트 대통령과의 회담이 시작되었고 12일에 HMS 프린스 오브 웨일스의 함상에서 대서양헌장이 체결되었다. 9월엔 지중해에서 몰타선단을 호위하는 할버드작전에 참가하였다. 작전 중 아군 풀머전투기 2기를 격추시켰다.

### 동양함대파견
10월 25일에 처칠수상의 강력한 요청으로 일본군남하의 저지를 위해 HMS 프린스 오브 웨일스의 파견이 결정되었다. 11월 28일에는 콜롬보에 도착, 12월 2일에는 아군 전함 리펄스와 함께 싱가포르에 도착했다. 동양함대의 기함으로 토마스 필립스 중장의 지휘하에 들어갔다. 항모 HMS 인터미터블과 합류할 예정이었으나 항모가 자메이카를 빠져나온 직후 좌초했기 때문에 합류하지 못했다. 그를 대신할 항모 HMS 허미스(Hermes)도 속도결여로 인해 배치되지 못했다.
동양함대가 이런 최신전함을 지닌 전례가 없었고, 독일과 전쟁수행중에, 개전초기로 보였다곤 하지만 주력함을 동양에 배치한건 상당한 의미가 있었다. 처칠과 영국군은 HMS 프린스 오브 웨일스 및 HMS 리펄스로 일본군의 남하를 저지 또는 단념시킬 목적으로 배치된 것이다. 이런 관점은 완전히 빗나간 것은 아니었다. 처칠은 영국해군이 비스마르크 한 척에 놀아나고 더욱이 자매함 틸피츠가 전략상 커다란 장애물이라는 점을 설명했다. 또 역사적으론 개전직전 시점에선 일본해군이 보유한 나가토급 전함이외의 전함에 대해 HMS 프린스 오브 웨일스가 명백히 뛰어난 존재로, 나가토형이나 이세형(신형전함은 생각 외였지만 그걸 포함한다 쳐도)은 미 태평양함대의 주력전함부대에 대응하기 위해서라도 분리파견을 하지 않고서야 HMS 프린스 오브 웨일스에 대항할 전력이 없을 터였다. 더욱이 중순전함 정도의 수상전력으론 HMS 프린스 오브 웨일스에 대항할 수 없으며 일본군의 육상부대 수송엔 대항을 위해 반드시 전함의 호위가 필요(제로전투기 같은 당시의 상식을 뛰어넘는 항공전력은 고려하지 않았다.)했다고 생각했으므로 이를 조달할 수 없는 일본군은 말레이반도에서 작전수행이 대단히 어려울 것이다. 그리고 무엇보다도 당시의 상식으론 행동 중인 전함이 항공기의 공격으로 격침될리가 없었다.(야마모토 이소로쿠조차 말레이해전 당시 "리펄스는 잡을 수 있겠지만 HMS 프린스 오브 웨일스는 무리일듯하다"라고 이야기했다.)
한편 그 방면의 공략을 담당했던 곤도 노부타케의 제2함대는 공고급 고속전함 2척(공고, 하루나)을 중심으로 하였는데, 주간화력으론 분명 동양함대보다 열세로 야간에 활로를 찾을 수 밖에 없다고 생각했다. 단 일본군이 특히 경계했던 건 HMS 프린스 오브 웨일스보다도 38cm포를 지닌 HMS 리펄스의 아웃 레인지(Out Range)포격이었다. (실제로는 앙각(대포의 고각을 올림)차이로 인해 주포의 최대사정거리는 HMS 리펄스보다도 공고가 더 길었다.)

### 최후
태평양전쟁 개전직후인 1941년 12월 10일, 일본군의 상륙을 저지하기 위해 출격한 HMS 프린스 오브 웨일스는 일본해군의 항공기(96식 육상공격기, 1식 육상공격기)의 뇌격, 폭격을 맞고 HMS 리펄스와 함께 말레이해안에서 침몰했다.
제2공습개시 직후 추진축부근에 명중한 어뢰로 인해 추진축이 뒤틀려 회전하는 터빈 샤프트의 끝부분이 격벽을 연타하며 파괴되었다. 이 치명적인 손상에 의해 대량침수가 발생했고, 동시에 조타불능상태에 빠졌고, 발전기가 물에 잠기며 고장나서 전력도 떨어져 후부에 있는 4기의 13.3cm연장양용포와 타를 사용할 수 없게 되었다. 속력이 저하했고 경사진 양용포의 운용이 곤란해지며 타도 쓸 수 없었던 HMS 프린스 오브 웨일스는 3번째 공습에서 어뢰를 맞았고, 회피기동도 대공사격도 하지 못한 상태에서 500Kg의 폭탄이 명중했다. 모두 어뢰6발, 폭탄1발을 맞은 웨일스에 13시 15분 퇴함명령이 떨어졌고 13시 20분에 전복, 침몰했다. 필립스 중장과 리치함장을 포함한 수백명이 배와 운명을 같이 했다.
이전에는 타란토나 진주만에서 「정박 중」인 전함이 공습으로 침몰했는데, 항구에 정박중에 공습을 받아 충분히 대응을 하지 못한채 피해를 입은 결과였다. 하지만 말레이해전에선 충분한 장비를 갖추고 만전의 준비를 한 「행동 중」인 전함이 항공기의 공격만으로 격침되었다. 대공포를 많이 갖춘 신식전함이라도 항공기의 공격을 당해낼 수 없다는게 분명해졌다. 또 전략적으로도 일본군이 거의 피해없이 최대의 장애물인 동양함대주력을 괴멸시키며 이 방면 작전전개를 했다는 점에서 커다란 의미를 지닌다.
이 격침보고를 들은 처칠은 "그 배가!"라며 절규했고 "전쟁 전체에서 이 보고를 빼고 나에게 직접적인 충격을 준 보고는 없었다."라고 이야기했다.

## 영향
영국해군의 최신예전함인 HMS 프린스 오브 웨일스가 작전행동 중에 적의 공습만으로 격침된 사실은 세계해군관계자들에게 충격을 주었고 이후 해전의 주역이 전함에서 항공기로 옮겨가게 되었다.
대서양에선 히틀러가 진주만과 말레이해전에 자극을 받아, 경항모 힌덴부르크의 건조재개를 명령했는데 결국 미완성으로 끝나는 등, 주력상대는 대형영국전함들로 항공모함끼리의 대결은 실현되지 않았다. 또 북해의 전함 티르피츠와 샤른호르스트는 영국군의 보급상 커다란 장애가 되었다.

## 해저의 HMS 프린스 오브 웨일스
침몰지점은 비교적 얕은 바다로 HMS 리펄스 정도는 아니더라도 HMS 프린스 오브 웨일스도 비교적 도달이 용이한 수심에 가라앉아 있어서 맑은 날엔 수면에서 선체를 확인 할 수 있을 정도다. 선체는 완전히 전복한 상태로 가라앉아서 해저조사에서 현측에 크고 작은 4개의 파손된 구멍이 발견되었다. 선수의 파손된 구멍은 완전히 관통되었다. 또 우현 바깥쪽 스크류샤프트부분의 파손된 구멍은 500kg 폭탄의 폭발에 의해 생겼을 가능성이 있다고 기재되어있다. 해저조사는 2번 실시되었고 최근 조사에선 구멍 중 하나가 토사로 묻혀서 관찰할 수 없는 상태가 되었다고 보고되었다. 침몰 때 탄약고의 유폭이 없어서 선체에 커다란 손상은 발견되지 않는다. 일본군의 전투보고에선 어뢰명중 수가 6발 이상인데 해저조사에서의 구멍 수와의 괴리는 폭탄의 지근탄을 잘못 본것이나 같은 곳의 명중을 중복해서 셌기 때문으로 비스마르크의 선체조사에서도 비슷한 보고가 있었다.

## 등장하는 미디어 작품
- 네이비필드
- 배틀스테이션 퍼시픽

## 참고 문헌
- Barnett, Correlli. Engage the enemy more closely: the Royal Navy in the Second World War. New York: W.W. Norton, 1991. ISBN 0-39302-918-2
- Chesneau, Roger, ed (1980). Conway's All the World's Fighting Ships 1922-1946. Greenwhich: Conway Maritime Press. ISBN 0-85177-146-7.
- Garzke, William H., Jr.; Dulin, Robert O., Jr. (1980). British, Soviet, French, and Dutch Battleships of World War II. London: Jane's. ISBN 1-7106-0078-X {{isbn}}의 변수 오류: 유효하지 않은 ISBN..